# Xiahu
Xiahu är en köping i sydöstra Kina. Den ligger i Xiapu härad i staden Ningde i provinsen Fujian, omkring 87 kilometer nordost om provinshuvudstaden Fuzhou.